# أندرو أليوت
أندرو أليوت (بالإنجليزية: Andrew Elliot)‏ هو سياسي أمريكي، ولد في نوفمبر 1728 في إدنبرة في المملكة المتحدة، وتوفي في 25 مايو 1797 في المملكة المتحدة. انتخب Colonial Governor of New York ‏.